# Jaguar Mark 2

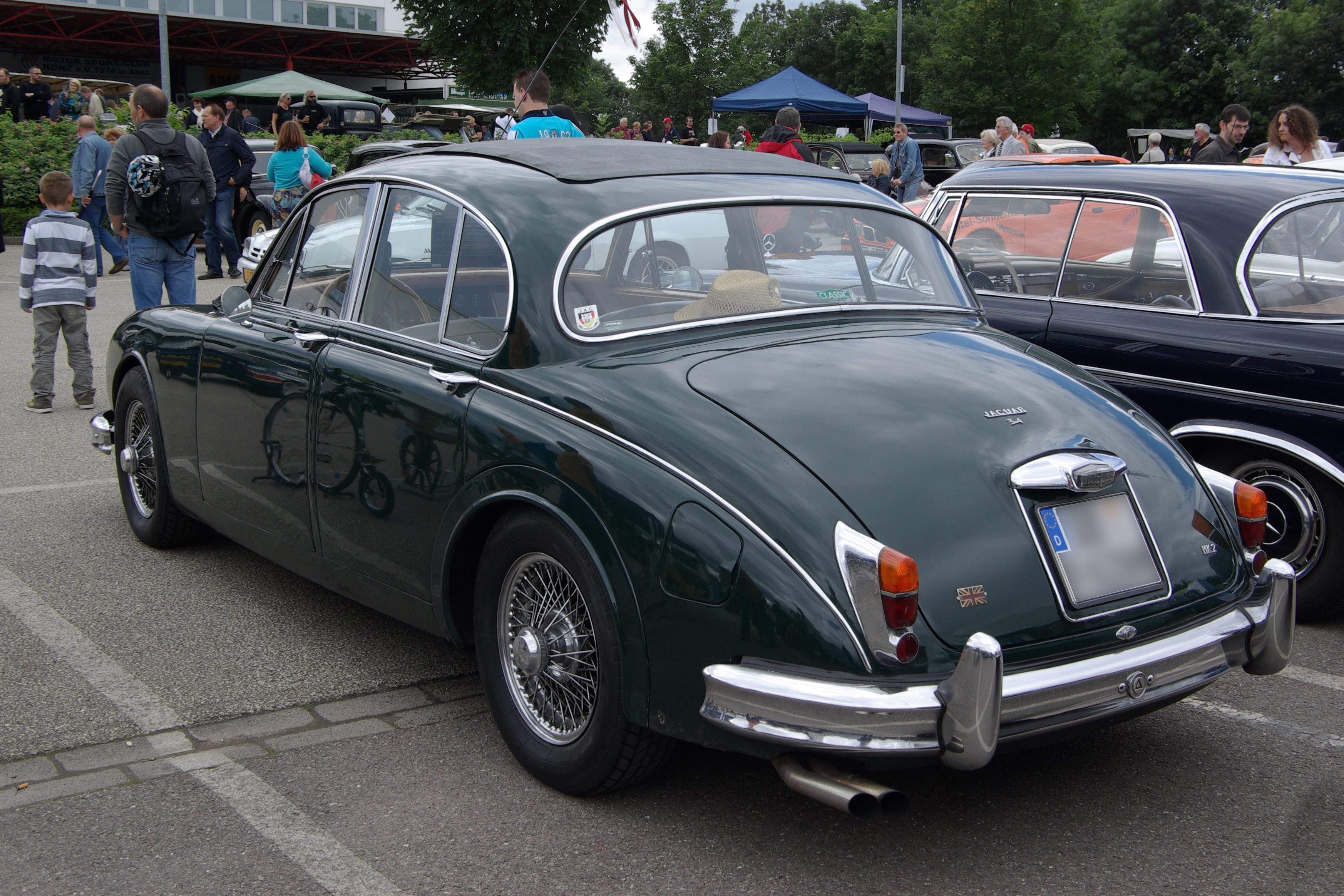

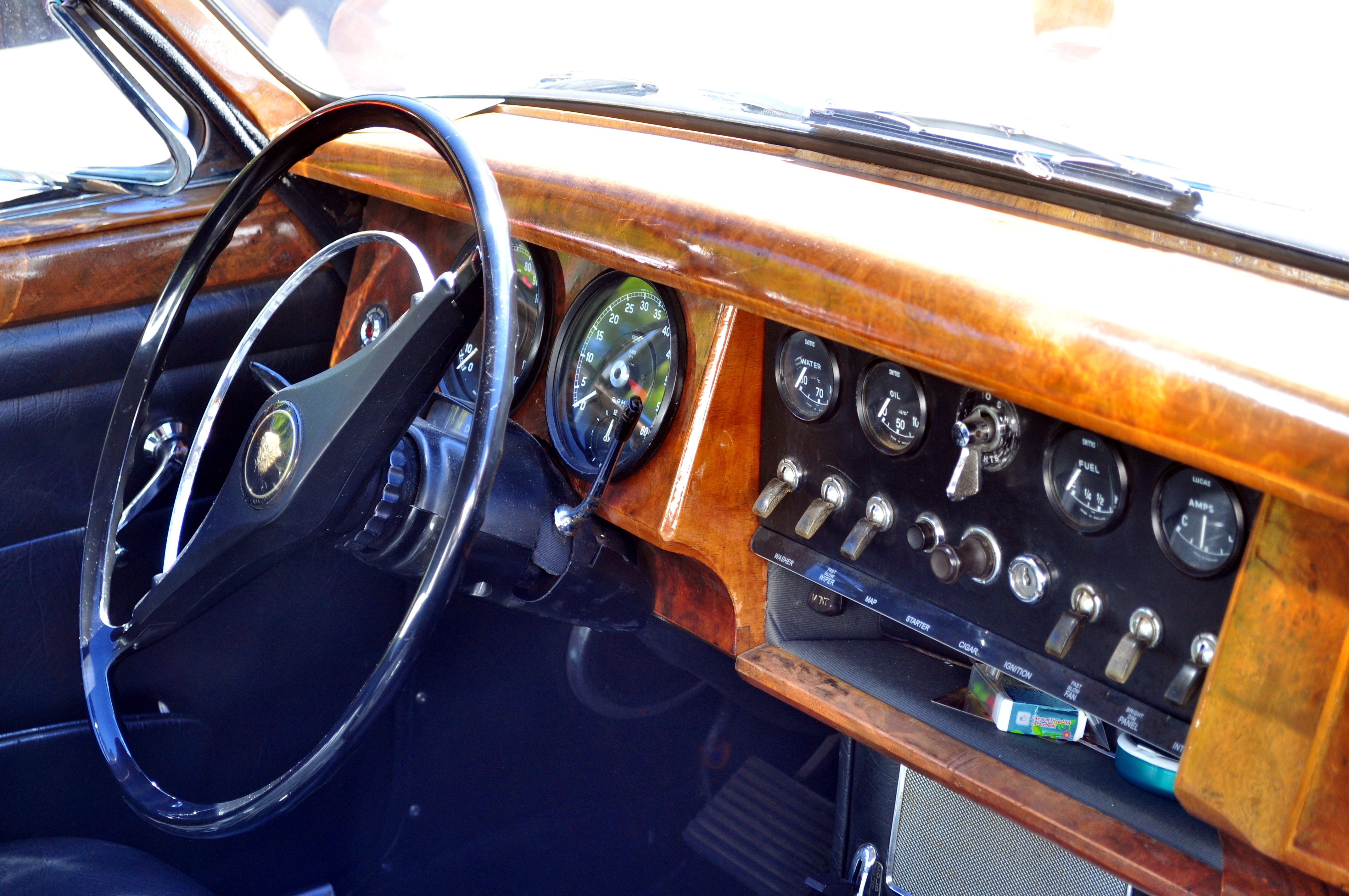
Салон

Jaguar Mark II — седан бізнес класу британської компанії Jaguar Cars, що виготовлявся з 1959 по 1969 рік. Автомобіль прийшов на заміну Jaguar Mark 1 і скоріше був рестайлінговою версією останнього ніж його новим поколінням. Довжина і колісна база зменшилися на 25 і 13 мм відповідно. Архітектура пернастроєних підвісок не змінилися. Споряджена маса базової модифікації — 1440 кг. Покупцям одразу були доступні три двигуни — колишні рядні «шістки» 2.4 (120 к.с.) і 3.4 (213 к.с.), а також нова 223-сильна об'ємом 3,8 літра. Так відбувалося до 1967 року, а потім британці перейменували Mark 2 в Jaguar 240 і Jaguar 340, прибравши з цієї лінійки двигун 3.8 і знизивши базові ціни (за рахунок установки менш дорогих бамперів і обробки інтер'єру, а також скорочення обладнання). Всього ж з 1959 по 1969 рік з конвеєра заводу зійшли 91 210 машин. Парадокс, але найпопулярнішою була найдорожча модифікація — на седани з двигуном 3.8 л припало понад 30 тисяч замовлень.

## Двигуни
- 2,483 cc (2.5 L) I6 120 к.с.
- 3,442 cc (3.4 L) I6 213 к.с.
- 3,781 cc (3.8 L) I6 223 к.с.